# Gare de Rolle
La gare de Rolle est une gare ferroviaire située sur le territoire de la commune suisse de Rolle, dans le canton de Vaud.

## Situation ferroviaire
La gare de Rolle est située au point kilométrique 26,66 de la ligne Lausanne – Genève à 402 mètres d'altitude. Elle est située au nord du centre-ville de Rolle.
Elle est équipée de deux quais latéraux le long des deux voies traversant la gare. Au nord se situe des voies de service menant à une usine.

## Histoire
La gare de Rolle a été inaugurée en 1858 avec la mise en service du tronçon Morges - Coppet de la ligne Lausanne – Genève. 
Depuis 2018, des travaux d'accessibilité ont été entrepris par les CFF. Ces travaux comprennent la surélévation des quais à 55 cm, la création de nouveaux accès sud avec rampe, escalier et ascenseur, la construction de marquises, le renouvellement des caténaires et la mise en place d'un nouvel espace d'accueil dans le bâtiment voyageurs historique,.

## Service des voyageurs

### Accueil
Gare des CFF, elle est dotée d'un bâtiment voyageurs fermé. L'achat des titres de transports se fait via des automates à proximité des quais. Il y a également un parking-relais de 88 places.

### Desserte
La gare de Rolle est desservie deux fois par heure par les trains RegioExpress reliant Annemasse à Saint-Maurice, prolongés un sur deux jusqu'à Martigny. Le week-end, les trains en direction de Martigny ont pour origine Genève-Aéroport.
- 33 Annemasse – Chêne-Bourg – Genève-Eaux-Vives – Genève-Champel – Lancy-Bachet - Lancy-Pont-Rouge / Genève-Aéroport – Genève-Cornavin – Coppet – Nyon – Gland – Rolle – Allaman – Morges – Renens – Lausanne – Vevey – Montreux – Villeneuve – Aigle – Bex – Saint-Maurice (– Martigny)

### Intermodalité
La gare de Rolle est desservie par le réseau de cars interurbains CarPostal. Elle voit s'arrêter les cars de la ligne 721 vers Allaman par Aubonne, 835 vers Gland par Gilly, 836 vers Gland également mais par Bursinel, 840 vers Gimel, 841F (aussi appelée Green Bus Rolle) assurant une desserte interne de la ville de Rolle et 846 vers Allaman par Perroy.